# Jodidy

Počet úmrtí v důsledku nedostatku jódu na milion obyvatel v roce 2012 (žlutá 0 obyvatel, oranžová 1, světle hnědá 2-3, červenohnědá 4-18 obyvatel)

Jodidy jsou soli kyseliny jodovodíkové (HI) obsahující jodidový aniont I− a kationt elektropozitivního prvku. Vazba mezi nimi je iontová. Různé druhy kationtů určují výsledné vlastnosti dané soli. Jsou to nejčastěji bezbarvé pevné látky, které se vyskytují v krystalových strukturách.
Příkladem anorganických jodidů s iontovou vazbou je jodid draselný (KI), používaný v medicíně nebo k jodizaci chloridu sodného. Dále jsou to jodid sodný (NaI), jodid stříbrný (AgI) nebo jodid měďnatý (CuI2). Převažující kovalentní vazbu má například jodid boritý (BI3).
Příkladem organických jodidů jsou kovalentní organické sloučeniny jodu a uhlíku (nejznámější jodmethan a jodoform). Aromatické jodidy (jodbenzen) se fotochemicky rozkládají na jodové a arylové radikály, které jsou schopné různých reakcí. Dále je to tetramethylamonium jodid a skupina látek nazývaných acyliomodidy.

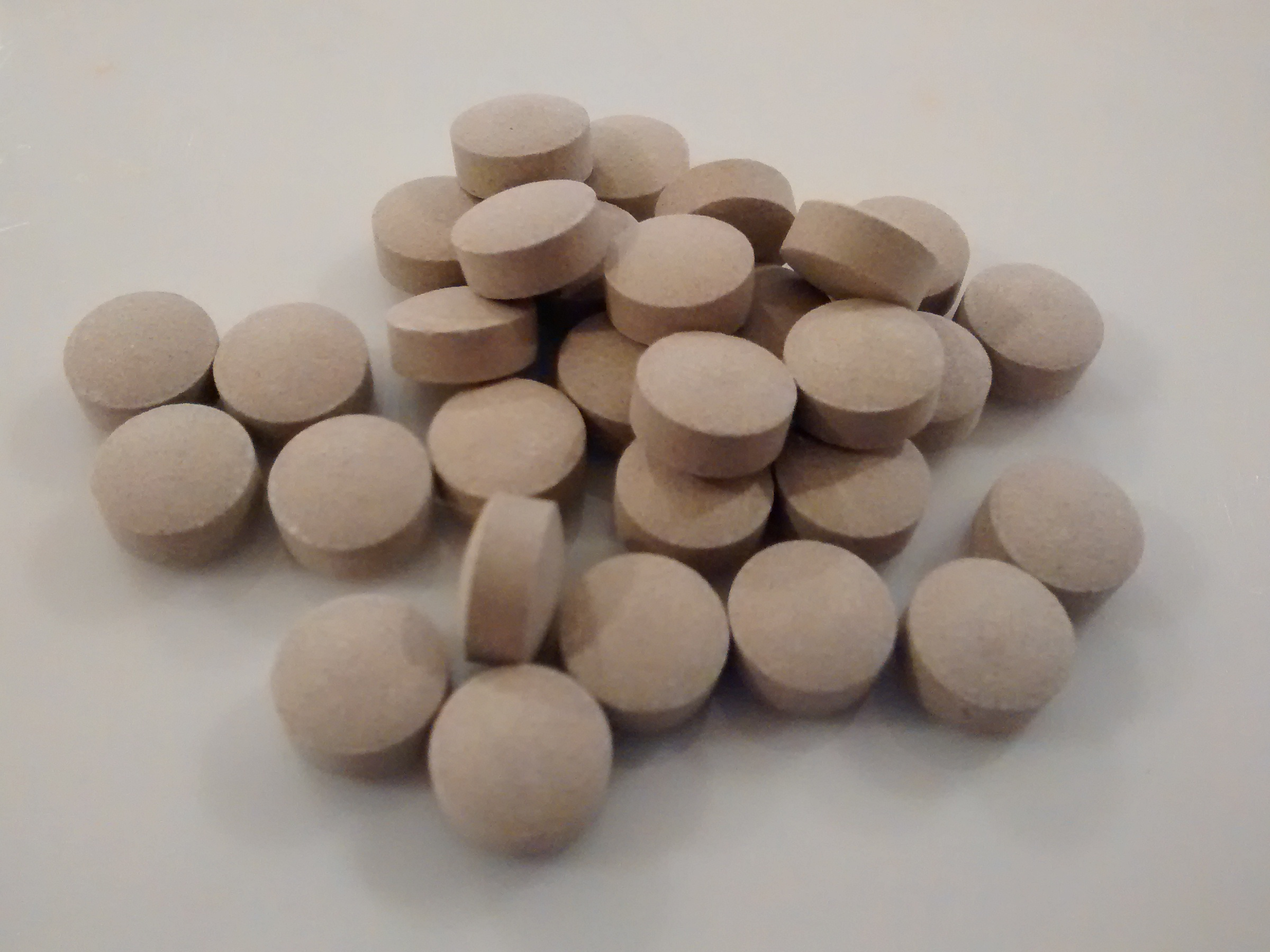
Jodidové pilulky

V běžném životě se s jodidy setkáváme jako se složkou jodizované kuchyňské soli nebo v pilulkách předepisovaných při nedostatku jodu v organismu. Díky jodizaci soli prováděné od roku 1950 se již u lidí neprojevuje jeho nedostatek zejména v horských a suchozemských oblastech.
Tělo obsahuje asi 20–30 mg jodu, z tohoto množství je 80 % ve štítné žláze. Nedostatek jodu způsobuje výrazné zvětšení štítné žlázy (strumu) nebo mentální postižení (kretenismus). Denní příjem by měl být vyšší u dospívajících dětí (kolem 150 µg/den) a v těhotenství (180 µg/den). Celosvětově postihuje nedostatek jodu asi dvě miliardy lidí, především v rozvojových vnitrozemských oblastech.

## Vlastnosti

Krystalová struktura NaI, která je stejná jako NaCl. Šedé kuličky - ionty sodíku Na^{+}, zelené kuličky - ionty jodu I^{−}

- Krystalová struktura NaI, která je stejná jako NaCl. Šedé kuličky - ionty sodíku Na+, zelené kuličky - ionty jodu I−Jodid I− je jedním z největších jednoatomových aniontů. Má poloměr kolem 206 pikometrů. Ostatní halogenidy jsou podstatně menší: bromid (196 pm), chlorid (181 pm) a fluorid (133 pm). Částečně kvůli své velikosti tvoří jodid relativně slabé vazby s většinou prvků.
- Soli jodidů jsou nejčastěji bezbarvé pevné látky s krystalovou strukturou obdobnou chloridu sodného. Ve své iontové mřížce mají záporně a kladně nabité ionty.

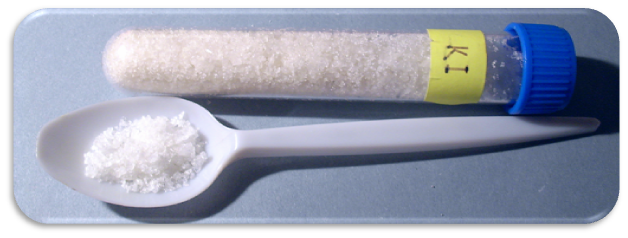
Jodid draselný

- Jodid draselnýVětšina jodidových solí je rozpustná ve vodě, ale často méně než příbuzné chloridy a bromidy. Je to především kvůli velikosti aniontu I−, který je pro svou velikost méně hydrofilní ve srovnání s menšími anionty.

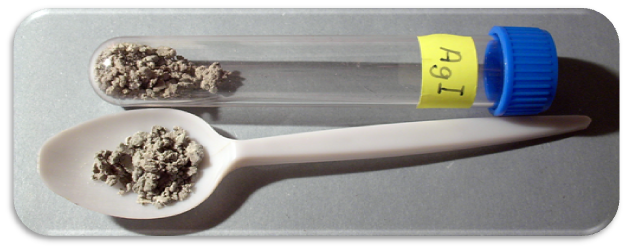
Jodid stříbrný

- Jodid stříbrnýRozpustnost jodidu draselného a jodidu vápenatého je největší mezi iontovými halogenidy těchto prvků. Nízká rozpustnost jodidu stříbrného a jodidu olovnatého je důsledkem kovalentního charakteru jejich vazby. Zejména jodid stříbrný je ve vodě nerozpustný a jeho tvorba se často používá jako kvalitativní test na jod.

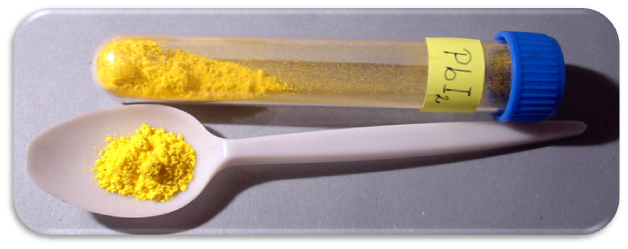
Jodid olovnatý

- Jodid olovnatýKovalentní jodidy mají nejvyšší teploty tání a varu mezi halogenidy stejného prvku. Je to tím, že jod má nejvíce elektronů a je z halogenů nejvíce polarizovatelný, může tedy nejvíc přispívat k van der Waalsovým silám. Přirozeně existují výjimky.

## Reakce jodidů
- Jodidový aniont I− (stejně jako samotný jod) je nejsilnějším redukčním činidlem mezi stabilními halogeny a nejsnáze se oxiduje zpět na dvojatomový I2.
- Jodidy mají tendenci tmavnout, případně měnit odstín více do žluta až do červena. Je to způsobeno tendencí tvořit trijodidy (I3−) reakcí jodidu (I−) s jodem (I2), který v roztocích jodidů vzniká jejich oxidací. Většina jodidů této oxidaci snadno podléhá.
- Jodidy v roztoku zahřáté s koncentrovanou kyselinou sírovou poskytují fialové páry elementárního jodu.
- Jodidy mohou být detekovány pomocí klasických reakcí pro halogenidy. S roztokem dusičnanu stříbrného se jodid stříbrný vysráží jako bělavě žlutá sraženina. Při detekci jodidů chlorovanou vodou se tvoří fialově zbarvený jod.

## Příprava jodidů
- Jodidy mohou být vyrobeny reakcí daného prvku, jeho oxidu, hydroxidu nebo uhličitanu s kyselinou jodovodíkovou. Poté dehydratovány vyššími teplotami v kombinaci s nízkotlakým nebo bezvodým plynným jodovodíkem. Tyto metody fungují nejlépe, když je jodidový produkt stabilní vůči hydrolýze.
- Mezi další syntézy patří vysokoteplotní oxidační jodace prvku jodem nebo jodovodíkem, vysokoteplotní jodace oxidu kovu nebo jiného halogenidu jodem, těkavým halogenidem kovu, tetrajodidem uhlíku nebo organickým jodidem. Například oxid molybdeničitý reaguje s jodidem hlinitým při 230 °C za vzniku jodidu molybdeničitého.

## Výskyt v přírodě

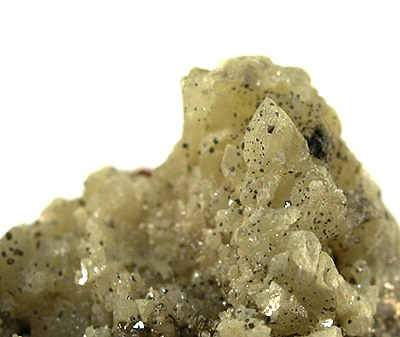
Minerál iodargyrit

- Minerál iodargyritNejběžnějším jodidovým minerálem je přírodní krystalický jodid stříbrný - jodargyrit. Název pochází z řečtiny podle chemického složení - iodos (obsahující jod) a argyros (obsahující stříbro). Nalezen v Mexiku roku 1959 Achille Leymériem.
- Jodidové anionty lze někdy nalézt také v kombinaci se rtutí, mědí a olovem. Ale minerály s takovým složením jsou vzácné.

## Použití

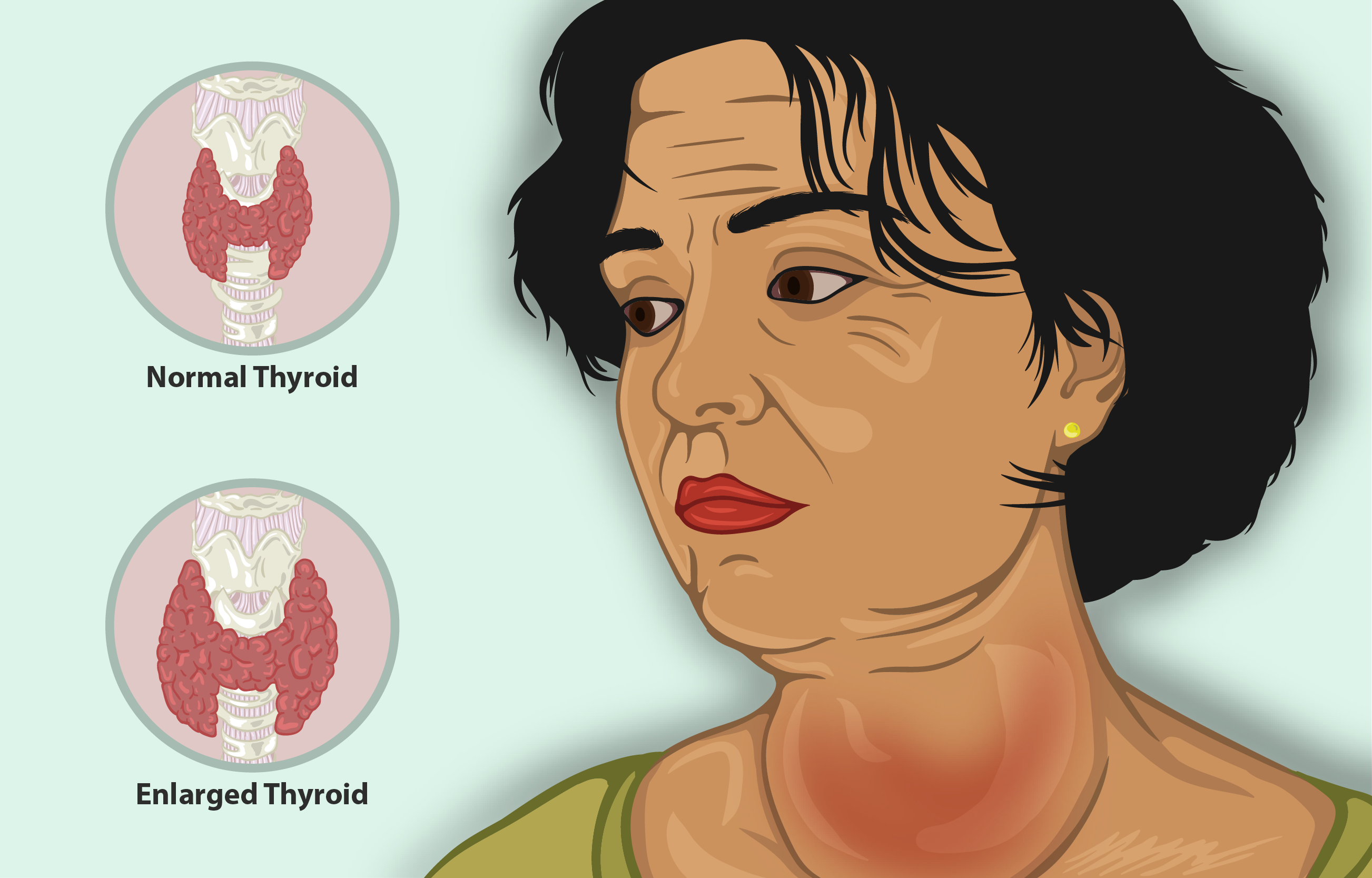
Žena se zvětšenou štítnou žlázou. Vlevo normální a zvětšená štítná žláza.

- Žena se zvětšenou štítnou žlázou. Vlevo normální a zvětšená štítná žláza.Tělo obsahuje asi 20–30 mg jodu, z tohoto množství je 80 % ve štítné žláze. Štítná žláza obsahuje folikuly,  které z krve vychytávají jod a uskladňují ho v dutině folikul. Tam se váže na tyrosinové zbytky thyreoglobulinu za vzniku hormonů trijodthyronin (T3) a thyroxin (T4). Nedostatek jodu působí výrazné zvětšení štítné žlázy (strumu) nebo mentální postižení (kretenismus). Díky jodizaci kuchyňské soli (převážně jodidem draselným), které je prováděné od roku 1950, se již neprojevuje jeho nedostatek v populaci (kromě některých rozvojových zemí).

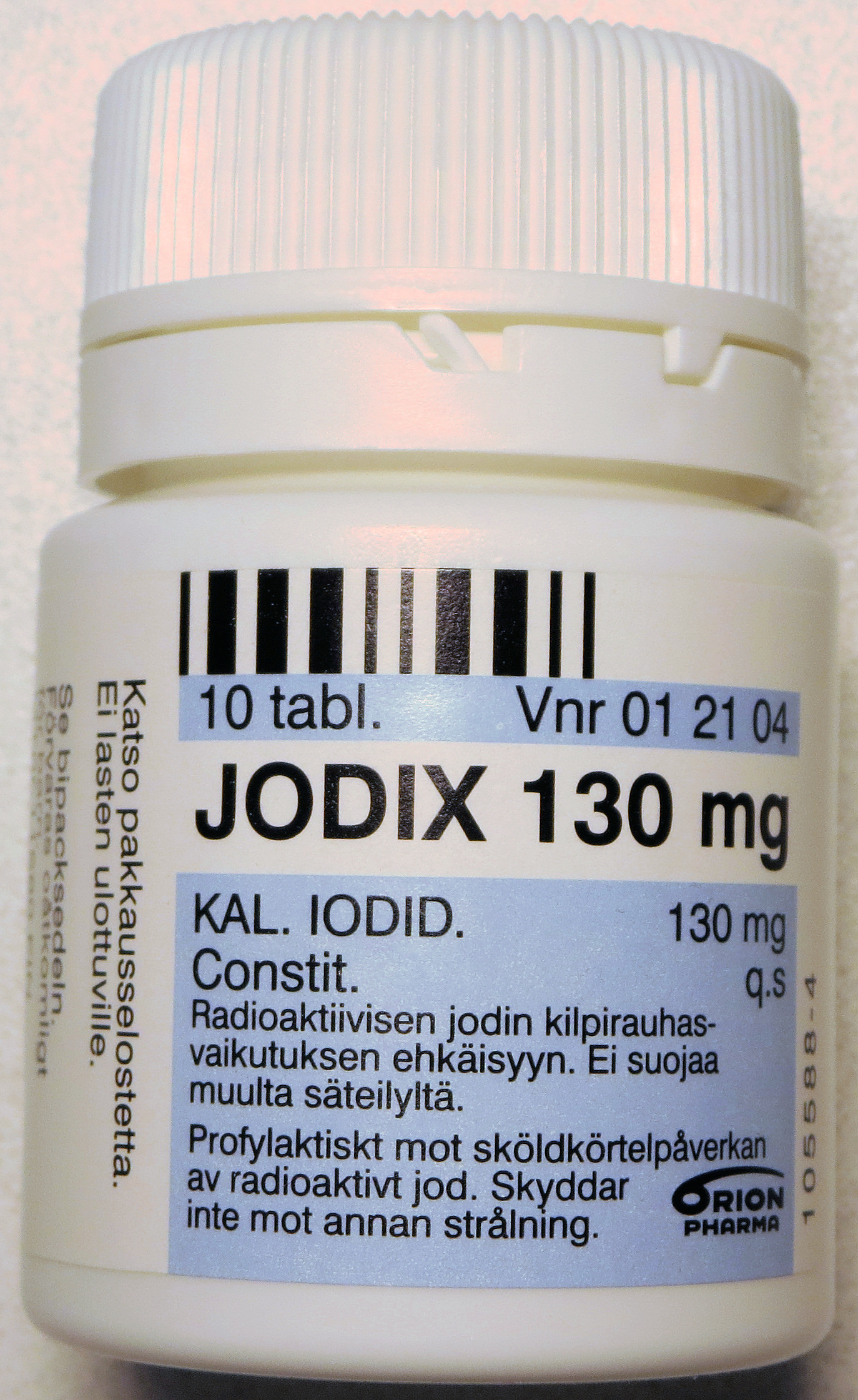
Jodidové pilulky proti ozáření

- Jodidové pilulky proti ozářeníJodid draselný je také důležitý v ochraně proti radioaktivnímu záření. Ve formě tablet (jodové tablety) se podává preventivně v případě havárií v jaderných zařízeních. Jím způsobená jodová blokáda vede ke snížení absorpce nebezpečného radioaktivního jodu do štítné žlázy.
- Jodid sodný se běžně používá k léčbě a prevenci nedostatku jodu. Také jako terapeutické činidlo při léčbě radiojodem.
- V 19. století po objevu fotografie se jodid stříbrný, pro svou citlivosti na světlo, používal pro různé tiskové procesy (kalotypie nebo argyrotypie). Později byl nahrazen vhodnějšími látkami, jako je bromid stříbrný.
- Ve 40. letech 20. století byly v USA učiněny pokusy zmírnit hurikány jodidem stříbrným. Jodid stříbrný totiž vytváří v atmosféře drobná kondenzační jádra, která mohou vyvolat cílený déšť nebo zmenšit velikost krup. Účinnost této metody byla velmi nízká (asi 10 %).

## Významné jodidy
Přehled jodidů s prvky v oxidačním čísle I. až V.

### I.
- Jodid stříbrný (AgI)
- Jodid sodný (NaI)
- Jodid draselný (KI)
- Jodovodík (HI)

viz též Jodid amonný (NH4I) a Jodkyan (ICN)

### II.
- Jodid barnatý (BaI2)
- Jodid vápenatý (CaI2)
- Jodid kademnatý (CdI2)
- Jodid rtuťnatý (HgI2)
- Jodid olovnatý (PbI2)
- Jodid zinečnatý (ZnI2)

### III.
- Jodid bismutitý (BiI3)), součást Dragendorffova činidla
- Jodid fosforitý (PI3)

### IV.
- Jodid uhličitý neboli Tetrajodmethan (CI4), činidlo pro jodidace v organických syntézách

### V.
- Jodid fosforečný (PI5)

## Oxyanionty
Jod může nabývat nejenom oxidační číslo -1 v jodidech. Jsou známé i jeho sloučeniny s oxidačními čísly +1, +3, +5 nebo +7.
| Oxidační číslo jódu | −1    | +1     | +3      | +5       | +7       |
| Název               | jodid | jodnan | joditan | jodičnan | jodistan |
| Vzorec              | I−    | IO−    | IO2−    | IO3−     | IO4−     |